# Кайл Лафферті
Кайл Ла́фферті (англ. Kyle Lafferty, нар. 16 вересня 1987, Енніскіллен, Північна Ірландія) — північноірландський футболіст, нападник національної збірної Північної Ірландії та англійського клубу «Норвіч Сіті».
Триразовий чемпіон Шотландії. Володар Кубка Шотландії. Дворазовий володар Кубка шотландської ліги.

## Клубна кар'єра
У дорослому футболі дебютував 2005 року виступами за команду клубу «Бернлі».
2006 року на правах оренди грав у складі клубу «Дарлінгтон», після чого до 2008 року виступав за та «Бернлі».
Своєю грою за останню команду привернув увагу представників тренерського штабу клубу «Рейнджерс», до складу якого приєднався 2008 року. Відіграв за команду з Глазго наступні чотири сезони своєї ігрової кар'єри. За цей час двічі виборював титул чемпіона Шотландії.
Протягом 2012–2015 років захищав кольори клубів «Сьйон», «Палермо» та «Норвіч Сіті».
2015 року грав у Туреччині за «Чайкур Різеспор», після чого повернувся до англійського клубу.

## Виступи за збірні
2006 року залучався до складу молодіжної збірної Північної Ірландії. На молодіжному рівні зіграв у 2 офіційних матчах.
2006 року дебютував в офіційних матчах у складі національної збірної Північної Ірландії.
| Дата       | Місто         | Господарі         | Результат | Гості             | Турнір            | Голи | Примітки |
| ---------- | ------------- | ----------------- | --------- | ----------------- | ----------------- | ---- | -------- |
| 21/05/2006 | Іст-Резерфорд | Уругвай           | 1 – 0     | Північна Ірландія | товариський матч  | -    |          |
| 26/05/2006 | Чикаго        | Румунія           | 2 – 0     | Північна Ірландія | товариський матч  | -    |          |
| 16/08/2006 | Гельсінкі     | Фінляндія         | 1 – 2     | Північна Ірландія | товариський матч  | 1    |          |
| 02/09/2006 | Белфаст       | Північна Ірландія | 0 – 3     | Ісландія          | Відбір до ЧЄ 2008 | -    |          |
| 06/09/2006 | Белфаст       | Північна Ірландія | 3 – 2     | Іспанія           | Відбір до ЧЄ 2008 | -    |          |
| 07/10/2006 | Копенгаген    | Данія             | 0 – 0     | Північна Ірландія | Відбір до ЧЄ 2008 | -    |          |
| 11/10/2006 | Белфаст       | Північна Ірландія | 1 – 0     | Латвія            | Відбір до ЧЄ 2008 | -    |          |
| 06/02/2007 | Белфаст       | Північна Ірландія | 0 – 0     | Уельс             | товариський матч  | -    |          |
| 24/03/2007 | Вадуц         | Ліхтенштейн       | 1 – 4     | Північна Ірландія | Відбір до ЧЄ 2008 | -    |          |
| 28/03/2007 | Белфаст       | Північна Ірландія | 2 – 1     | Швеція            | Відбір до ЧЄ 2008 | -    |          |
| 22/08/2007 | Белфаст       | Північна Ірландія | 3 – 1     | Ліхтенштейн       | Відбір до ЧЄ 2008 | 1    |          |
| 08/09/2007 | Рига          | Латвія            | 1 – 0     | Північна Ірландія | Відбір до ЧЄ 2008 | -    |          |
| 17/10/2007 | Стокгольм     | Швеція            | 1 – 1     | Північна Ірландія | Відбір до ЧЄ 2008 | 1    |          |
| 21/11/2007 | Лас-Пальмас   | Іспанія           | 1 – 0     | Північна Ірландія | Відбір до ЧЄ 2008 | -    |          |
| 06/02/2008 | Белфаст       | Північна Ірландія | 0 – 1     | Болгарія          | товариський матч  | -    |          |
| 26/03/2008 | Белфаст       | Північна Ірландія | 4 – 1     | Грузія            | товариський матч  | 2    |          |
| 11/10/2008 | Марибор       | Словенія          | 2 – 0     | Північна Ірландія | Відбір до ЧС 2010 | -    |          |
| 15/10/2008 | Белфаст       | Північна Ірландія | 4 – 0     | Сан-Марино        | Відбір до ЧС 2010 | 1    |          |
| 19/11/2008 | Белфаст       | Північна Ірландія | 0 – 2     | Угорщина          | товариський матч  | -    |          |
| 11/02/2009 | Серравалле    | Сан-Марино        | 0 – 3     | Північна Ірландія | Відбір до ЧС 2010 | -    |          |
| 12/08/2009 | Белфаст       | Північна Ірландія | 1 – 1     | Ізраїль           | товариський матч  | -    |          |
| 05/09/2009 | Хожув         | Польща            | 1 – 1     | Північна Ірландія | Відбір до ЧС 2010 | 1    |          |
| 14/11/2009 | Белфаст       | Північна Ірландія | 0 – 1     | Сербія            | товариський матч  | -    |          |
| 03/03/2010 | Тирана        | Албанія           | 1 – 0     | Північна Ірландія | товариський матч  | -    |          |
| 11/08/2010 | Подгориця     | Чорногорія        | 2 – 0     | Північна Ірландія | товариський матч  | -    |          |
| 03/09/2010 | Марибор       | Словенія          | 0 – 1     | Північна Ірландія | Відбір до ЧЄ 2012 | -    |          |
| 08/10/2010 | Белфаст       | Північна Ірландія | 0 – 0     | Італія            | Відбір до ЧЄ 2012 | -    |          |
| 12/10/2010 | Тофтір        | Фарерські острови | 1 – 1     | Північна Ірландія | Відбір до ЧЄ 2012 | 1    |          |
| 25/03/2011 | Белград       | Сербія            | 2 – 1     | Північна Ірландія | Відбір до ЧЄ 2012 | -    |          |
| 07/10/2011 | Белфаст       | Північна Ірландія | 1 – 2     | Естонія           | Відбір до ЧЄ 2012 | -    |          |
| 15/08/2012 | Белфаст       | Північна Ірландія | 3 – 3     | Фінляндія         | товариський матч  | 1    |          |
| 07/09/2012 | Москва        | Росія             | 2 – 0     | Північна Ірландія | Відбір до ЧС 2014 | -    |          |
| 11/09/2012 | Белфаст       | Північна Ірландія | 1 – 1     | Люксембург        | Відбір до ЧС 2014 | -    |          |
| 16/10/2012 | Порту         | Португалія        | 1 – 1     | Північна Ірландія | Відбір до ЧС 2014 | -    |          |
| 14/11/2012 | Белфаст       | Північна Ірландія | 1 – 1     | Азербайджан       | Відбір до ЧС 2014 | -    |          |
| 06/09/2013 | Белфаст       | Північна Ірландія | 2 – 4     | Португалія        | Відбір до ЧС 2014 | -    |          |
| 05/03/2014 | Нікосія       | Кіпр              | 0 – 0     | Північна Ірландія | товариський матч  | -    |          |
| 07/09/2014 | Будапешт      | Угорщина          | 1 – 2     | Північна Ірландія | Відбір до ЧЄ 2016 | 1    |          |
| 11/10/2014 | Белфаст       | Північна Ірландія | 2 – 0     | Фарерські острови | Відбір до ЧЄ 2016 | 1    |          |
| 14/10/2014 | Пірей         | Греція            | 0 – 2     | Північна Ірландія | Відбір до ЧЄ 2016 | 1    |          |
| 14/11/2014 | Бухарест      | Румунія           | 2 – 0     | Північна Ірландія | Відбір до ЧЄ 2016 | -    |          |
| 29/03/2015 | Белфаст       | Північна Ірландія | 2 – 1     | Фінляндія         | Відбір до ЧЄ 2016 | 2    |          |
| Усього     |               | Матчів            | 42        |                   | Голів             | 14   |          |

## Титули і досягнення
- Чемпіон Шотландії: 2008-09, 2009-10, 2010-11
- Володар Кубка Шотландії: 2008-09
- Володар Кубка шотландської ліги: 2009-10, 2010-11
- Володар Кубка північноірландської ліги: 2022-23